# Eleasar ben Juda ben Kalonymos
Eleasar ben Juda ben Kalonymos (hebräisch אלעזר מוורמייזא, auch als Akronym: Rokeach) (geboren um 1165 in Speyer oder Mainz; gestorben 1238 in Worms) war Rabbiner der Jüdischen Gemeinde Worms.

## Leben
Sein Vater war Rabbiner in Mainz. Eleasar erhielt seine theologische Ausbildung bei seinem Vater, in Metz bei Elieser ben Samuel und in Regensburg bei Juda ben Samuel. Er heiratete Dolza, Tochter des Mainzer Kantors Elieser ben Jakob. Sie hatten zwei Töchter, Bellet (geboren um 1183, ermordet 1196) und Hanna (geboren um 1190 ermordet 1196), und einen Sohn, Jakob. Eleasar scheint in Mainz keine Stelle gehabt zu haben, vielmehr sorgte seine Frau für den Unterhalt der Familie.
Im Vorfeld des Dritten Kreuzzuges kam es im Februar 1188 auch in Mainz zu gewalttätigen Ausschreitungen gegen die jüdische Bevölkerung. Er floh zusammen mit dem Großteil der Gemeinde auf die Burg Münzenberg in der Wetterau, damals im Besitz der Ministerialenfamilie von Hagen-Münzenberg. Eleasar hinterließ über die Ereignisse einen Bericht. Eleasar ben Juda ging von Münzenberg nach Erfurt, wo er Kantor war.
Um 1190 erhielt Eleasar ben Juda die Stelle eines Rabbiners der Jüdischen Gemeinde in Worms. Hier gründete er auch eine eigene Jeschiwa und war Mitglied des dreiköpfigen rabbinischen Gerichts. Bei dem Pogrom von 15. November 1196 wurden seine beiden Töchter, Bellet, 13 Jahre alt, und Hanna, sechs Jahre alt von zwei Männern ermordet, die in sein Haus eindrangen. Seine Frau, Dolza, die noch fliehen konnte, wurde von den Tätern eingeholt und ebenfalls ermordet. Er selbst, sein Sohn Jakob und einige seiner Schüler wurden verletzt. Einer der Täter wurde gestellt und bestraft. Von dem Ereignis berichtet auch der Chronist der Jüdischen Gemeinde in Worms des 17. Jahrhunderts, Juspa Schammes, in seiner Geschichtensammlung Ma'asseh nissim. Eine Spolie aus der Synagoge in Worms trägt eine Inschrift, die eine „Bellette“ nennt. Er wird auf die Tochter des Eleasar ben Juda bezogen.
Auf den Versammlungen der Gemeinden der SchUM-Städte 1220 in Mainz und 1223 (Taqqanot SchUM (תקנות שו״ם)) vertrat Eleasar die Gemeinde von Worms und trat als Mitunterzeichnender der Beschlüsse der Versammlung auf.
Eleasar wurde auf dem Heiligen Sand, dem jüdischen Friedhof von Worms, bestattet. Die Grabstätte ist nicht erhalten.

## Werk
Theologisch lag sein Schwerpunkt im Bereich der Mystik, insbesondere der Kabbala. Sein wichtigstes Werk ist der Rokeach (Salbenmischer), worin er Festtagsvorschriften und Speisegesetze behandelt. Der vorangestellte Abschnitt über Gottesfurcht, Demut und Ethik war grundlegend für die Verbindung von Ethik und Halacha. Das Werk Sefer Chassidim seines Lehrers Juda ben Samuel hat er überarbeitet und ergänzt. Ein Kommentar zur Haggada, teilweise erhalten in der Londoner Haggada, wird ihm zugeschrieben. Auch war er Dichter von Texten, die in der Synagoge vorgetragen wurden. 58 Schriften von ihm sind erhalten, überwiegend aber nicht gedruckt. Wissenschaftliche Kontakte bestanden zu Elieser ben Joël ha-Levi, Eleasar ben Samuel aus Verona, Baruch ben Samuel aus Mainz, David ben Kalonymos aus Münzenberg und Jehuda ben Kalonymos aus Speyer. Zu seinen Schülern zählen Isaak ben Mose Or Sarua, später in Wien, Samuel ben Kalonymos und Abraham ben Alexander aus Köln. 
Auf seine ermordete Frau, Dolza, dichtete er ein Loblied.

### Werkausgaben
- Isaac Meiseles: Shirat Ha-Roke'ah. The Poems of Rabbi Eleazar ben Yehudah of Worms. Jerusalem 1993. [In hebräischer Sprache mit einer englischsprachigen Einleitung].

### Sekundärliteratur
- T. Carmi (Hrsg.): The Penguin Book of Hebrew Verse. Penguin Books, New York 1981, ISBN 0-14-042197-1.
- Ismar Elbogen u. a. (Hrsg.): Germania Judaica 1: Von den ältesten Zeiten bis 1238. Mohr (Paul Siebeck), Tübingen 1963.
- Yiśraʼel Ḳamelhar: Rabenu ʾElʿazar mi-Germeza ha-"Roḳeaḥ" : Ḳorot ḥayaṿ u-meʾoraʿotaṿ, peʿulotaṿ ṿe-shiṭato, rabotaṿ, talmidaṿ u-sefaraṿ, ṿe-gam seder yuḥaso. (= Rabbi Eleasar aus Worms: Sein Leben, Wirken und Lehrsystem), Rzeszów 1930. ND Hotsaʾat Aṭeret, 1970.
- Ephraim Kanarfogel: The Intellectual History and Rabbinic Culture of Medieval Ashkenaz. Wayne State University Press, Detroit 2013. ISBN 978 0 8143 3024 1, S. 361–373.
- Hanna Liss: Copyright im Mittelalter? Die esoterischen Schriften von R. El'asar von Worms zwischen Traditions- und Autorenliteratur. In: FJB. 21, 1994, S. 81–108.
- Hanna Liss: El'azar Ben Yehuda von Worms: Hilkhot ha-Kavod. Die Lehrsätze von der Herrlichkeit Gottes. Mohr Siebeck, 1997, ISBN 3-16-146778-7.
- NN: Eleasar ben Juda aus Worms. In: Jüdisches Lexikon. Band 2, Berlin 1927. S. 340. Lexikoneintrag in Online-Ausgabe.
- Fritz Reuter: Warmaisa: 1000 Jahre Juden in Worms. 3. Auflage. Eigenverlag, Worms 2009, ISBN 978-3-8391-0201-5.
- Saverio Campanini: Sefer ha-Chokma. Das zahlenmystische Vermächtnis des El‘azar von Worms. In Laura V. Schimmelpfennig, Reinhard Gregor Kratz: Zahlen- und Buchstabensysteme im Dienste religiöser Bildung. (= Band 5, Studies in Education and Religion in Ancient and Pre-Modern History in the Mediterranean and Its Environs) Mohr Siebeck, Tübingen 2019, S. 213–224.